# Liste der Nummer-eins-Hits in Australien (2023)
Dies ist eine Liste der Nummer-eins-Hits in Australien im Jahr 2023. Es liegen die offiziellen Top-50-Single- und Albumcharts der Australian Recording Industry Association (ARIA) zugrunde.

## Singles
| ← 2022 ← | Liste der Nummer-eins-Hits in Australien | Liste der Nummer-eins-Hits in Australien | Liste der Nummer-eins-Hits in Australien | 2024 →                    |
| \| Zeitraum \| Wo. ges. \| Interpret \| Titel Autor(en) \| Zusätzliche Informationen \| \| (Zeitraum, Wochen auf Platz eins, Interpret, Titel, Autor[en], zusätzliche Informationen) \| \| \| \| \| \| ----------------------------------------------------------------------------------------- \| -------- \| -------------------------- \| ------------------------------------------------------------------------------------------------------------------------------------------------------------------ \| ------------------------- \| \| 19. Dezember 2022 – 8. Januar 2023 3 Wochen (insgesamt 9) \| 9 \| Mariah Carey \| All I Want for Christmas Is You Walter N. Afanasieff, Mariah Carey \| – \| \| 9. Januar 2023 – 15. Januar 2023 1 Woche (insgesamt 6) \| 6 \| Sam Smith feat. Kim Petras \| Unholy Samuel Frederick Smith, Omer Fedi, James John Napier, Kim Petras, Ilya Salmanzadeh, Henry Russell Walter, Blake Slatkin \| – \| \| 16. Januar 2023 – 22. Januar 2023 1 Woche \| 1 \| SZA \| Kill Bill Robert Clark Bisel, Solána Imani Rowe, Carter Lang \| – \| \| 23. Januar 2023 – 16. April 2023 12 Wochen \| 12 \| Miley Cyrus \| Flowers Miley Ray Cyrus, Michael Ross Pollack, Gregory Aldae Hein \| – \| \| 17. April 2023 – 11. Juni 2023 8 Wochen \| 8 \| Morgan Wallen \| Last Night Ashley Glenn Gorley, Ryan Vojtesak, Jacob Kasher Hindlin, John Byron \| – \| \| 12. Juni 2023 – 9. Juli 2023 4 Wochen (insgesamt 7) \| 7 \| Dave & Central Cee \| Sprinter David Orobosa Omoregie, Oakley Neil H. Caesar-Su, Joseph Kier Gordon Caleb, Kyle Ethan Evans, Jonny Leslie, James Folorunso Ifeanyi Olaloye \| – \| \| 10. Juli 2023 – 16. Juli 2023 1 Woche \| 1 \| Olivia Rodrigo \| Vampire Daniel Leonard Nigro, Olivia Rodrigo \| – \| \| 17. Juli 2023 – 6. August 2023 3 Wochen (insgesamt 7) \| 7 \| Dave & Central Cee \| Sprinter David Orobosa Omoregie, Oakley Neil H. Caesar-Su, Joseph Kier Gordon Caleb, Kyle Ethan Evans, Jonny Leslie, James Folorunso Ifeanyi Olaloye \| – \| \| 7. August 2023 – 27. August 2023 3 Wochen \| 3 \| Billie Eilish \| What Was I Made For? Billie Eilish O’Connell, Finneas Baird O’Connell \| – \| \| 28. August 2023 – 5. November 2023 10 Wochen \| 10 \| Doja Cat \| Paint the Town Red Ryan Buendia, Amala Ratna Zandile Dlamini, Harold Lane David, Burt Freeman Bacharach, Jean-Baptiste Kouame, Isaac Earl Bynum, Karl Rubin Brutus \| – \| \| 6. November 2023 – 19. November 2023 2 Wochen \| 2 \| Taylor Swift \| Is It Over Now? Taylor Alison Swift, Jack Michael Antonoff \| – \| \| 20. November 2023 – 31. Dezember 2023 6 Wochen (insgesamt 10) \| 10 \| Jack Harlow \| Lovin’ on Me Ozan Yildirim, Nik Dejan Frascona, Delbert Michael Greer, Jackman Thomas Harlow, Sean Aaron Momberger, Reginald Nelton, Nickie Jon Pabón \| – \| |                                          |                                          | |                           |
| ← 2022 |                                          |                                          | | → 2024 →                  |
| Zeitraum | Wo. ges.                                 | Interpret                                | Titel Autor(en) | Zusätzliche Informationen |
| (Zeitraum, Wochen auf Platz eins, Interpret, Titel, Autor[en], zusätzliche Informationen) |                                          |                                          | |                           |
| 19. Dezember 2022 – 8. Januar 2023 3 Wochen (insgesamt 9) | 9                                        | Mariah Carey                             | All I Want for Christmas Is You Walter N. Afanasieff, Mariah Carey                                                                                                 | –                         |
| 9. Januar 2023 – 15. Januar 2023 1 Woche (insgesamt 6) | 6                                        | Sam Smith feat. Kim Petras               | Unholy Samuel Frederick Smith, Omer Fedi, James John Napier, Kim Petras, Ilya Salmanzadeh, Henry Russell Walter, Blake Slatkin                                     | –                         |
| 16. Januar 2023 – 22. Januar 2023 1 Woche | 1                                        | SZA                                      | Kill Bill Robert Clark Bisel, Solána Imani Rowe, Carter Lang | –                         |
| 23. Januar 2023 – 16. April 2023 12 Wochen | 12                                       | Miley Cyrus                              | Flowers Miley Ray Cyrus, Michael Ross Pollack, Gregory Aldae Hein                                                                                                  | –                         |
| 17. April 2023 – 11. Juni 2023 8 Wochen | 8                                        | Morgan Wallen                            | Last Night Ashley Glenn Gorley, Ryan Vojtesak, Jacob Kasher Hindlin, John Byron                                                                                    | –                         |
| 12. Juni 2023 – 9. Juli 2023 4 Wochen (insgesamt 7) | 7                                        | Dave & Central Cee                       | Sprinter David Orobosa Omoregie, Oakley Neil H. Caesar-Su, Joseph Kier Gordon Caleb, Kyle Ethan Evans, Jonny Leslie, James Folorunso Ifeanyi Olaloye               | –                         |
| 10. Juli 2023 – 16. Juli 2023 1 Woche | 1                                        | Olivia Rodrigo                           | Vampire Daniel Leonard Nigro, Olivia Rodrigo | –                         |
| 17. Juli 2023 – 6. August 2023 3 Wochen (insgesamt 7) | 7                                        | Dave & Central Cee                       | Sprinter David Orobosa Omoregie, Oakley Neil H. Caesar-Su, Joseph Kier Gordon Caleb, Kyle Ethan Evans, Jonny Leslie, James Folorunso Ifeanyi Olaloye               | –                         |
| 7. August 2023 – 27. August 2023 3 Wochen | 3                                        | Billie Eilish                            | What Was I Made For? Billie Eilish O’Connell, Finneas Baird O’Connell                                                                                              | –                         |
| 28. August 2023 – 5. November 2023 10 Wochen | 10                                       | Doja Cat                                 | Paint the Town Red Ryan Buendia, Amala Ratna Zandile Dlamini, Harold Lane David, Burt Freeman Bacharach, Jean-Baptiste Kouame, Isaac Earl Bynum, Karl Rubin Brutus | –                         |
| 6. November 2023 – 19. November 2023 2 Wochen | 2                                        | Taylor Swift                             | Is It Over Now? Taylor Alison Swift, Jack Michael Antonoff | –                         |
| 20. November 2023 – 31. Dezember 2023 6 Wochen (insgesamt 10) | 10                                       | Jack Harlow                              | Lovin’ on Me Ozan Yildirim, Nik Dejan Frascona, Delbert Michael Greer, Jackman Thomas Harlow, Sean Aaron Momberger, Reginald Nelton, Nickie Jon Pabón              | –                         |

## Alben
| ← 2022 ← | Liste der Nummer-eins-Hits in Australien | Liste der Nummer-eins-Hits in Australien | Liste der Nummer-eins-Hits in Australien            | 2024 →                    |
| \| Zeitraum \| Wo. ges. \| Interpret \| Titel \| Zusätzliche Informationen \| \| (Zeitraum, Wochen auf Platz eins, Interpret, Titel, zusätzliche Informationen) \| \| \| \| \| \| ------------------------------------------------------------------------------ \| -------- \| ------------------- \| --------------------------------------------------- \| ------------------------- \| \| 19. Dezember 2022 – 29. Januar 2023 6 Wochen (insgesamt 16) \| 16 \| Taylor Swift \| Midnights \| – \| \| 30. Januar 2023 – 5. Februar 2023 1 Woche \| 1 \| SZA \| SOS \| – \| \| 6. Februar 2023 – 12. Februar 2023 1 Woche \| 1 \| Sam Smith \| Gloria \| – \| \| 13. Februar 2023 – 19. Februar 2023 1 Woche (insgesamt 16) \| 16 \| Taylor Swift \| Midnights \| – \| \| 20. Februar 2023 – 26. Februar 2023 1 Woche \| 1 \| Paramore \| This Is Why \| – \| \| 27. Februar 2023 – 5. März 2023 1 Woche \| 1 \| Pink \| Trustfall \| – \| \| 6. März 2023 – 19. März 2023 2 Wochen (insgesamt 10) \| 10 \| Harry Styles \| Harry’s House \| – \| \| 20. März 2023 – 26. März 2023 1 Woche \| 1 \| Miley Cyrus \| Endless Summer Vacation \| – \| \| 27. März 2023 – 2. April 2023 1 Woche (insgesamt 2) \| 2 \| Morgan Wallen \| One Thing at a Time \| – \| \| 3. April 2023 – 9. April 2023 1 Woche \| 1 \| Lana Del Rey \| Did You Know That There’s a Tunnel Under Ocean Blvd \| – \| \| 10. April 2023 – 16. April 2023 1 Woche \| 1 \| Melanie Martinez \| Portals \| – \| \| 17. April 2023 – 23. April 2023 1 Woche \| 1 \| Cub Sport \| Jesus at the Gay Bar \| – \| \| 24. April 2023 – 30. April 2023 1 Woche \| 1 \| Metallica \| 72 Seasons \| – \| \| 1. Mai 2023 – 7. Mai 2023 1 Woche (insgesamt 2) \| 2 \| Morgan Wallen \| One Thing at a Time \| – \| \| 8. Mai 2023 – 14. Mai 2023 1 Woche \| 1 \| Peach PRC \| Manic Dream Pixie \| – \| \| 15. Mai 2023 – 28. Mai 2023 2 Wochen \| 2 \| Ed Sheeran \| − \| – \| \| 29. Mai 2023 – 4. Juni 2023 1 Woche \| 1 \| Lewis Capaldi \| Broken by Desire to Be Heavenly Sent \| – \| \| 5. Juni 2023 – 11. Juni 2023 1 Woche (insgesamt 16) \| 16 \| Taylor Swift \| Midnights \| – \| \| 12. Juni 2023 – 18. Juni 2023 1 Woche \| 1 \| Foo Fighters \| But Here We Are \| – \| \| 19. Juni 2023 – 25. Juni 2023 1 Woche \| 1 \| Niall Horan \| The Show \| – \| \| 26. Juni 2023 – 2. Juli 2023 1 Woche \| 1 \| The Teskey Brothers \| The Winding Way \| – \| \| 3. Juli 2023 – 9. Juli 2023 1 Woche \| 1 \| Kerser \| A Gift & a Kers \| – \| \| 10. Juli 2023 – 16. Juli 2023 1 Woche (insgesamt 16) \| 16 \| Taylor Swift \| Midnights \| – \| \| 17. Juli 2023 – 30. Juli 2023 2 Wochen \| 2 \| Taylor Swift \| Speak Now (Taylor’s Version) \| – \| \| 31. Juli 2023 – 6. August 2023 1 Woche (insgesamt 2) \| 2 \| (Soundtrack) \| Barbie: The Album \| – \| \| 7. August 2023 – 20. August 2023 2 Wochen \| 2 \| Travis Scott \| Utopia \| – \| \| 21. August 2023 – 27. August 2023 1 Woche \| 1 \| G Flip \| Drummer \| – \| \| 28. August 2023 – 3. September 2023 1 Woche (insgesamt 2) \| 2 \| (Soundtrack) \| Barbie: The Album \| – \| \| 4. September 2023 – 10. September 2023 1 Woche \| 1 \| Powderfinger \| Vulture Street (20th Anniversary Edition) \| – \| \| 11. September 2023 – 17. September 2023 1 Woche \| 1 \| Polaris \| Fatalism \| – \| \| 18. September 2023 – 1. Oktober 2023 2 Wochen \| 2 \| Olivia Rodrigo \| Guts \| – \| \| 2. Oktober 2023 – 8. Oktober 2023 1 Woche \| 1 \| Kylie Minogue \| Tension \| – \| \| 9. Oktober 2023 – 15. Oktober 2023 1 Woche \| 1 \| Ed Sheeran \| Autumn Variations \| – \| \| 16. Oktober 2023 – 22. Oktober 2023 1 Woche \| 1 \| Drake \| For All the Dogs \| – \| \| 23. Oktober 2023 – 29. Oktober 2023 1 Woche \| 1 \| Troye Sivan \| Something to Give Each Other \| – \| \| 30. Oktober 2023 – 5. November 2023 1 Woche \| 1 \| The Rolling Stones \| Hackney Diamonds \| – \| \| 6. November 2023 – 21. Januar 2024 11 Wochen (insgesamt 14) \| 14 \| Taylor Swift \| 1989 (Taylor’s Version) \| – \| |                                          |                                          |                                                     |                           |
| ← 2022 |                                          |                                          |                                                     | → 2024 →                  |
| Zeitraum | Wo. ges.                                 | Interpret                                | Titel                                               | Zusätzliche Informationen |
| (Zeitraum, Wochen auf Platz eins, Interpret, Titel, zusätzliche Informationen) |                                          |                                          |                                                     |                           |
| 19. Dezember 2022 – 29. Januar 2023 6 Wochen (insgesamt 16) | 16                                       | Taylor Swift                             | Midnights                                           | –                         |
| 30. Januar 2023 – 5. Februar 2023 1 Woche | 1                                        | SZA                                      | SOS                                                 | –                         |
| 6. Februar 2023 – 12. Februar 2023 1 Woche | 1                                        | Sam Smith                                | Gloria                                              | –                         |
| 13. Februar 2023 – 19. Februar 2023 1 Woche (insgesamt 16) | 16                                       | Taylor Swift                             | Midnights                                           | –                         |
| 20. Februar 2023 – 26. Februar 2023 1 Woche | 1                                        | Paramore                                 | This Is Why                                         | –                         |
| 27. Februar 2023 – 5. März 2023 1 Woche | 1                                        | Pink                                     | Trustfall                                           | –                         |
| 6. März 2023 – 19. März 2023 2 Wochen (insgesamt 10) | 10                                       | Harry Styles                             | Harry’s House                                       | –                         |
| 20. März 2023 – 26. März 2023 1 Woche | 1                                        | Miley Cyrus                              | Endless Summer Vacation                             | –                         |
| 27. März 2023 – 2. April 2023 1 Woche (insgesamt 2) | 2                                        | Morgan Wallen                            | One Thing at a Time                                 | –                         |
| 3. April 2023 – 9. April 2023 1 Woche | 1                                        | Lana Del Rey                             | Did You Know That There’s a Tunnel Under Ocean Blvd | –                         |
| 10. April 2023 – 16. April 2023 1 Woche | 1                                        | Melanie Martinez                         | Portals                                             | –                         |
| 17. April 2023 – 23. April 2023 1 Woche | 1                                        | Cub Sport                                | Jesus at the Gay Bar                                | –                         |
| 24. April 2023 – 30. April 2023 1 Woche | 1                                        | Metallica                                | 72 Seasons                                          | –                         |
| 1. Mai 2023 – 7. Mai 2023 1 Woche (insgesamt 2) | 2                                        | Morgan Wallen                            | One Thing at a Time                                 | –                         |
| 8. Mai 2023 – 14. Mai 2023 1 Woche | 1                                        | Peach PRC                                | Manic Dream Pixie                                   | –                         |
| 15. Mai 2023 – 28. Mai 2023 2 Wochen | 2                                        | Ed Sheeran                               | −                                                   | –                         |
| 29. Mai 2023 – 4. Juni 2023 1 Woche | 1                                        | Lewis Capaldi                            | Broken by Desire to Be Heavenly Sent                | –                         |
| 5. Juni 2023 – 11. Juni 2023 1 Woche (insgesamt 16) | 16                                       | Taylor Swift                             | Midnights                                           | –                         |
| 12. Juni 2023 – 18. Juni 2023 1 Woche | 1                                        | Foo Fighters                             | But Here We Are                                     | –                         |
| 19. Juni 2023 – 25. Juni 2023 1 Woche | 1                                        | Niall Horan                              | The Show                                            | –                         |
| 26. Juni 2023 – 2. Juli 2023 1 Woche | 1                                        | The Teskey Brothers                      | The Winding Way                                     | –                         |
| 3. Juli 2023 – 9. Juli 2023 1 Woche | 1                                        | Kerser                                   | A Gift & a Kers                                     | –                         |
| 10. Juli 2023 – 16. Juli 2023 1 Woche (insgesamt 16) | 16                                       | Taylor Swift                             | Midnights                                           | –                         |
| 17. Juli 2023 – 30. Juli 2023 2 Wochen | 2                                        | Taylor Swift                             | Speak Now (Taylor’s Version)                        | –                         |
| 31. Juli 2023 – 6. August 2023 1 Woche (insgesamt 2) | 2                                        | (Soundtrack)                             | Barbie: The Album                                   | –                         |
| 7. August 2023 – 20. August 2023 2 Wochen | 2                                        | Travis Scott                             | Utopia                                              | –                         |
| 21. August 2023 – 27. August 2023 1 Woche | 1                                        | G Flip                                   | Drummer                                             | –                         |
| 28. August 2023 – 3. September 2023 1 Woche (insgesamt 2) | 2                                        | (Soundtrack)                             | Barbie: The Album                                   | –                         |
| 4. September 2023 – 10. September 2023 1 Woche | 1                                        | Powderfinger                             | Vulture Street (20th Anniversary Edition)           | –                         |
| 11. September 2023 – 17. September 2023 1 Woche | 1                                        | Polaris                                  | Fatalism                                            | –                         |
| 18. September 2023 – 1. Oktober 2023 2 Wochen | 2                                        | Olivia Rodrigo                           | Guts                                                | –                         |
| 2. Oktober 2023 – 8. Oktober 2023 1 Woche | 1                                        | Kylie Minogue                            | Tension                                             | –                         |
| 9. Oktober 2023 – 15. Oktober 2023 1 Woche | 1                                        | Ed Sheeran                               | Autumn Variations                                   | –                         |
| 16. Oktober 2023 – 22. Oktober 2023 1 Woche | 1                                        | Drake                                    | For All the Dogs                                    | –                         |
| 23. Oktober 2023 – 29. Oktober 2023 1 Woche | 1                                        | Troye Sivan                              | Something to Give Each Other                        | –                         |
| 30. Oktober 2023 – 5. November 2023 1 Woche | 1                                        | The Rolling Stones                       | Hackney Diamonds                                    | –                         |
| 6. November 2023 – 21. Januar 2024 11 Wochen (insgesamt 14) | 14                                       | Taylor Swift                             | 1989 (Taylor’s Version)                             | –                         |

## Jahreshitparaden
| ← 2022 ← | Liste der Nummer-eins-Hits in Australien | Liste der Nummer-eins-Hits in Australien  | Liste der Nummer-eins-Hits in Australien | 2024 →   |
| \| Singles \| Position# \| Alben \| \| ------------------------------------------------------------------------------------------------------------------------------------------------------------------------------------------------------------- \| --------- \| ----------------------------------------- \| \| Flowers Miley Cyrus Miley Ray Cyrus, Michael Ross Pollack, Gregory Aldae Hein \| 1 \| 1989 (Taylor’s Version) Taylor Swift \| \| Last Night Morgan Wallen Ashley Glenn Gorley, Ryan Vojtesak, Jacob Kasher Hindlin, John Byron Calton \| 2 \| Midnights Taylor Swift \| \| Kill Bill SZA Robert Clark Bisel, Solána Imani Rowe, Carter Lang \| 3 \| The Highlights The Weeknd \| \| Anti-Hero Taylor Swift Taylor Alison Swift, Jack Michael Antonoff \| 4 \| One Thing at a Time Morgan Wallen \| \| Boy’s a Liar PinkPantheress Victoria Beverley Walker, Alexander George Edward Crossan \| 5 \| SOS SZA \| \| Die for You (Remix) The Weeknd feat. Ariana Grande Abel Tesfaye, Dylan Patrice Wiggins, Henry Russell Walter, Magnus August Høiberg, Martin Daniel McKinney, Mejdi Rhars, William Thomas Walsh, Ariana Grande \| 6 \| Harry’s House Harry Styles \| \| Something in the Orange Zach Bryan Zachary Lane Bryan \| 7 \| Speak Now (Taylor’s Version) Taylor Swift \| \| Cruel Summer Taylor Swift Taylor Alison Swift, Jack Michael Antonoff, Anne Erin Clark \| 8 \| Lover Taylor Swift \| \| As It Was Harry Styles Harry Edward Styles, Thomas Edward Percy Hull, Tyler Sam Johnson \| 9 \| 1989 Taylor Swift \| \| Escapism Raye feat. 070 Shake Rachel Agatha Keen, Danielle Balbuena, Michael Harris Sabath \| 10 \| Starboy The Weeknd \| |                                          |                                           |                                          |          |
| ← 2022 |                                          |                                           |                                          | → 2024 → |
| Singles | Position#                                | Alben                                     |                                          |          |
| Flowers Miley Cyrus Miley Ray Cyrus, Michael Ross Pollack, Gregory Aldae Hein | 1                                        | 1989 (Taylor’s Version) Taylor Swift      |                                          |          |
| Last Night Morgan Wallen Ashley Glenn Gorley, Ryan Vojtesak, Jacob Kasher Hindlin, John Byron Calton | 2                                        | Midnights Taylor Swift                    |                                          |          |
| Kill Bill SZA Robert Clark Bisel, Solána Imani Rowe, Carter Lang | 3                                        | The Highlights The Weeknd                 |                                          |          |
| Anti-Hero Taylor Swift Taylor Alison Swift, Jack Michael Antonoff | 4                                        | One Thing at a Time Morgan Wallen         |                                          |          |
| Boy’s a Liar PinkPantheress Victoria Beverley Walker, Alexander George Edward Crossan | 5                                        | SOS SZA                                   |                                          |          |
| Die for You (Remix) The Weeknd feat. Ariana Grande Abel Tesfaye, Dylan Patrice Wiggins, Henry Russell Walter, Magnus August Høiberg, Martin Daniel McKinney, Mejdi Rhars, William Thomas Walsh, Ariana Grande | 6                                        | Harry’s House Harry Styles                |                                          |          |
| Something in the Orange Zach Bryan Zachary Lane Bryan | 7                                        | Speak Now (Taylor’s Version) Taylor Swift |                                          |          |
| Cruel Summer Taylor Swift Taylor Alison Swift, Jack Michael Antonoff, Anne Erin Clark | 8                                        | Lover Taylor Swift                        |                                          |          |
| As It Was Harry Styles Harry Edward Styles, Thomas Edward Percy Hull, Tyler Sam Johnson | 9                                        | 1989 Taylor Swift                         |                                          |          |
| Escapism Raye feat. 070 Shake Rachel Agatha Keen, Danielle Balbuena, Michael Harris Sabath | 10                                       | Starboy The Weeknd                        |                                          |          |